# Железнодорожный вокзал (Турку)
Железнодорожный вокзал в Турку (фин. Turun päärautatieasema швед. Åbo centralstation) — пассажирский терминал станции Турку, один из крупных транспортных узлов Финляндии, соединяющий город с Хельсинки, Йоэнсуу (через Тампере или Пиексямяки). Обслуживает до 1 млн человек в год.

## История
Железнодорожный вокзал в Турку был открыт в 1876 году одновременно со строительством вокзала и железнодорожного пути в Тампере. В открытии принимал участие будущий император Александр III. Первоначальное сообщение было лишь с Тампере и Тойала и было незначительным.
В 1899 году была построена железная дорога до Хельсинки, что заметно активизировало интенсивность сообщений.
В 1938 году старый железнодорожный вокзал был снесён и на его месте построено современное здание. В дополнение в двум основным линиям на Хельсинки и Йоэнсуу были добавлены направления на Наантали и Уусикаупунки. Позднее эти локальные линии были закрыты (с Наантали в настоящее время осуществляются лишь грузовые перевозки), но ведутся разговоры о восстановлении пассажирского сообщения с Наантали.
В отличие от Хельсинки, где здание железнодорожного вокзала составляет заметную архитектурную доминанту, железнодорожный вокзал Турку выдержан в простых и неброских формах, не выделяя здания из окружающего архитектурного ландшафта.
7 июня 2010 года ж/д вокзал Турку был официально переименован из «Железнодорожного вокзала Турку» в «Центральный железнодорожный вокзал Турку» (фин. Turun rautatieasema → фин. Turun päärautatieasema и швед. Åbo järnvägsstation → швед. Åbo centralstation), что в информационных табелях отражается как «Turku C».